# 옌니 (배우)
염니(闫妮, 본명: 闫凯艳, 1971년 3월 10일 ~ )은 홍콩 출신의 영화 배우다.